# Lasse Olsson (musiker)
Lars Erik Olsson, känd som Lasse Olsson, född 3 juni 1936 i Södertälje stadsförsamling i Stockholms län, är en svensk musiker (dragspelare) och kapellmästare. 
Lasse Olsson samarbetade med allsångsledaren Bosse Larsson under 60 års tid, bland annat som kapellmästare för Allsång på Skansen under 20 år. Duon turnerade också och ledde allsång på äldreboenden i landet 1989–2013. Olsson medverkar på en rad skivinspelningar.
Han har också verkat som ljudtekniker och produktionssekreterare.
Lasse Olsson är sedan 1958 gift med Gunnel Larsson (född 1936), syster till Bosse Larsson.

## Diskografi i urval
- 1974 − Hemvävt för hela slanten, Bosse Larsson
- 1976 − Toppen för kroppen är gammeldans, Bosse Larsson
- 1977 − Följ mej i dansen, Bosse Larsson
- 1979 − Sånger & danslekar till julen, Bosse Larsson
- 1980 − Allsång på Skansen, Bosse Larsson
- 1985 − Julens glada sånger och lekar, Bosse Larsson
- 1992 − På turné med Bosse Larsson och Lasse Olsson